# Eliteserien 2003
La Eliteserien 2003, nota anche come Tippeligaen 2003 per ragioni di sponsorizzazione, fu la cinquantottesima edizione della Eliteserien, massima serie del campionato norvegese di calcio. Vide la vittoria finale del Rosenborg, al suo diciottesimo titolo, il dodicesimo consecutivo. Capocannoniere del torneo fu Harald Martin Brattbakk (Rosenborg), con 17 reti.

## Stagione

### Novità
Dalla Eliteserien 2002 vennero retrocessi il Moss e lo Start, mentre dalla 1. divisjon 2002 vennero promossi il Tromsø e l'Aalesund.

### Formula
Le quattordici squadre partecipanti si affrontarono in un girone all'italiana con partite di andata e di ritorno, per un totale di 26 giornate. La prima classificata, vincitrice del campionato, veniva ammessa alla UEFA Champions League 2004-2005. La seconda e la terza classificata venivano ammesse alla Coppa UEFA 2004-2005, assieme al vincitore della Coppa di Norvegia. La dodicesima classificata disputava uno spareggio promozione/retrocessione con la terza classificata in 1. divisjon. Le ultime due classificate venivano retrocesse direttamente in 1. divisjon.

## Squadre partecipanti
| Club         | Stagione | Città      | Stagione 2002            |
| ------------ | -------- | ---------- | ------------------------ |
| Aalesund     | dettagli | Ålesund    | 2º posto in 1. divisjon  |
| Bodø/Glimt   | dettagli | Bodø       | 10º posto in Eliteserien |
| Brann        | dettagli | Bergen     | 12º posto in Eliteserien |
| Bryne        | dettagli | Bryne      | 9º posto in Eliteserien  |
| Lillestrøm   | dettagli | Lillestrøm | 7º posto in Eliteserien  |
| Lyn Oslo     | dettagli | Oslo       | 3º posto in Eliteserien  |
| Molde        | dettagli | Molde      | 2º posto in Eliteserien  |
| Odd Grenland | dettagli | Skien      | 6º posto in Eliteserien  |
| Rosenborg    | dettagli | Trondheim  | Campione di Norvegia     |
| Sogndal      | dettagli | Sogndal    | 11º posto in Eliteserien |
| Stabæk       | dettagli | Bærum      | 5º posto in Eliteserien  |
| Tromsø       | dettagli | Tromsø     | 1º posto in 1. divisjon  |
| Vålerenga    | dettagli | Oslo       | 8º posto in Eliteserien  |
| Viking       | dettagli | Stavanger  | 4º posto in Eliteserien  |

## Classifica finale
|  | Pos. | Squadra      | Pt | G  | V  | N  | P  | GF | GS | DR  |
|  | ---- | ------------ | -- | -- | -- | -- | -- | -- | -- | --- |
|  | 1.   | Rosenborg    | 61 | 26 | 19 | 4  | 3  | 68 | 28 | +40 |
|  | 2.   | Bodø/Glimt   | 47 | 26 | 14 | 5  | 7  | 45 | 30 | +15 |
|  | 3.   | Stabæk       | 42 | 26 | 11 | 9  | 6  | 51 | 35 | +16 |
|  | 4.   | Odd Grenland | 38 | 26 | 11 | 5  | 10 | 46 | 43 | +3  |
|  | 5.   | Viking       | 37 | 26 | 9  | 10 | 7  | 46 | 34 | +12 |
|  | 6.   | Brann        | 37 | 26 | 10 | 7  | 9  | 45 | 47 | -2  |
|  | 7.   | Lillestrøm   | 37 | 26 | 10 | 7  | 9  | 33 | 35 | -2  |
|  | 8.   | Sogndal      | 35 | 26 | 9  | 8  | 9  | 43 | 46 | -3  |
|  | 9.   | Molde        | 31 | 26 | 9  | 4  | 13 | 32 | 41 | -9  |
|  | 10.  | Lyn Oslo     | 30 | 26 | 8  | 6  | 12 | 34 | 45 | -11 |
|  | 11.  | Tromsø       | 29 | 26 | 8  | 5  | 13 | 30 | 52 | -22 |
|  | 12.  | Vålerenga    | 28 | 26 | 6  | 10 | 10 | 30 | 33 | -3  |
|  | 13.  | Aalesund     | 28 | 26 | 7  | 7  | 12 | 30 | 43 | -13 |
|  | 14.  | Bryne        | 22 | 26 | 7  | 1  | 18 | 35 | 56 | -21 |

Legenda:
      Campione di Norvegia e ammessa alla UEFA Champions League 2004-2005
      Ammessa alla Coppa UEFA 2004-2005
 Ammessa allo spareggio promozione/retrocessione
      Retrocessa in 1. divisjon 2004
Note:
Tre punti a vittoria, uno a pareggio, zero a sconfitta.

## Risultati
|              | Ros  | Bod  | Stb  | Odd  | Vik  | Bra  | Lil  | Sog  | Mol  | Lyn  | Tro  | Vål  | Aal  | Bry  |
| ------------ | ---- | ---- | ---- | ---- | ---- | ---- | ---- | ---- | ---- | ---- | ---- | ---- | ---- | ---- |
| Rosenborg    | –––– | 5-4  | 1-6  | 3-1  | 4-1  | 2-2  | 1-1  | 3-1  | 5-0  | 2-0  | 0-1  | 1-0  | 1-0  | 4-1  |
| Bodø/Glimt   | 0-3  | –––– | 3-1  | 1-0  | 1-1  | 3-0  | 0-2  | 3-0  | 2-0  | 3-2  | 1-2  | 0-0  | 0-2  | 3-1  |
| Stabæk       | 2-2  | 0-0  | –––– | 4-1  | 0-2  | 6-0  | 1-0  | 2-3  | 1-1  | 1-3  | 2-2  | 1-0  | 3-1  | 2-1  |
| Odd Grenland | 2-3  | 2-4  | 1-1  | –––– | 1-1  | 1-3  | 5-0  | 3-3  | 1-0  | 1-1  | 5-0  | 3-1  | 3-0  | 3-2  |
| Viking       | 0-2  | 1-2  | 3-1  | 0-1  | –––– | 3-3  | 1-1  | 2-1  | 1-2  | 2-2  | 4-0  | 2-0  | 4-0  | 3-0  |
| Brann        | 1-6  | 0-2  | 3-3  | 3-0  | 0-3  | –––– | 1-3  | 6-1  | 3-2  | 4-1  | 0-1  | 3-1  | 3-0  | 3-0  |
| Lillestrøm   | 0-6  | 1-0  | 0-2  | 3-0  | 1-0  | 0-0  | –––– | 1-1  | 3-0  | 2-0  | 3-2  | 0-0  | 1-1  | 4-0  |
| Sogndal      | 1-1  | 2-1  | 2-1  | 5-0  | 2-2  | 2-0  | 2-1  | –––– | 2-3  | 1-2  | 3-1  | 0-0  | 1-1  | 4-0  |
| Molde        | 0-2  | 0-2  | 0-0  | 0-1  | 1-2  | 3-0  | 4-0  | 3-1  | –––– | 2-2  | 2-1  | 1-0  | 2-3  | 3-2  |
| Lyn Oslo     | 0-3  | 1-2  | 2-3  | 0-2  | 3-3  | 0-0  | 0-3  | 3-0  | 0-2  | –––– | 5-1  | 1-1  | 2-1  | 2-0  |
| Tromsø       | 2-1  | 3-3  | 1-3  | 0-2  | 2-2  | 0-1  | 2-0  | 1-1  | 1-0  | 0-1  | –––– | 1-1  | 0-1  | 2-0  |
| Vålerenga    | 0-1  | 1-1  | 2-2  | 0-3  | 2-2  | 0-2  | 1-1  | 3-3  | 2-0  | 0-1  | 3-0  | –––– | 3-1  | 3-0  |
| Aalesund     | 0-2  | 0-2  | 1-1  | 2-2  | 1-1  | 3-3  | 2-1  | 3-0  | 1-1  | 2-0  | 2-3  | 0-2  | –––– | 2-0  |
| Bryne        | 2-4  | 0-2  | 0-2  | 3-2  | 1-0  | 1-1  | 3-1  | 0-1  | 3-0  | 4-0  | 6-1  | 3-4  | 2-0  | –––– |

## Spareggio promozione/retrocessione
Allo spareggio vennero ammessi il Vålerenga, dodicesimo classificato in Eliteserien, e il Sandefjord, terzo classificato in 1. divisjon. Il Vålerenga vinse lo spareggio, mantenendo così la categoria.
|            | Risultati |            | Luogo e data     |
| ---------- | --------- | ---------- | ---------------- |
| Sandefjord | 0 - 0     | Vålerenga  | 10 novembre 2003 |
| Vålerenga  | 5 - 3     | Sandefjord | 22 novembre 2003 |
|            |           |            |                  |

## Statistiche

### Classifica marcatori
| Gol |  |  | Giocatore               | Squadra      |
| --- |  |  | ----------------------- | ------------ |
| 17  |  |  | Harald Martin Brattbakk | Rosenborg    |
| 15  |  |  | Frode Johnsen           | Rosenborg    |
| 13  |  |  | Håvard Flo              | Sogndal      |
| 11  |  |  | Magne Hoseth            | Molde        |
| 11  |  |  | Erik Nevland            | Viking       |
| 10  |  |  | Edwin van Ankeren       | Odd Grenland |
| 10  |  |  | Thomas Finstad          | Stabæk       |
| 10  |  |  | Freddy dos Santos       | Vålerenga    |
| 9   |  |  | Kim Rune Hellesund      | Bryne        |
| 9   |  |  | Seyi Olofinjana         | Brann        |